# Теория всего (фильм, 2023)
«Теория всего» (нем. Die Theorie von Allem) — фильм-триллер режиссёра Тимма Крёгера совместного производства Германии, Австрии и Швейцарии. Его премьера состоялась в рамках основной программы 80-го Венецианского кинофестиваля в сентябре 2023 года.

## Сюжет
Главный герой фильма — доктор физики, приехавший на международный конгресс в Альпах. Вокруг него начинают происходить странные вещи: другие учёные погибают, но на следующий день оказываются живы, исчезает пианистка, в которую он влюблён, в пещере рядом с отелем из-за радиации возникает странный визуальный эффект.

## В ролях
- Ян Бюлов
- Оливия Росс

## Премьера и восприятие
Фильм показали на 80-м Венецианском кинофестивале в сентябре 2023 года. Он включён в основную программу и претендует на «Золотого льва».
Антон Долин оценил «Теорию всего» на 8 баллов из 10. Стас Тыркин охарактеризовал этот фильм как «клаустрофобский черно-белый синефильский нуар, одновременно и пародийный, и слишком серьезный», непохожий на традиционное немецкое кино.